# St. Quirin (Pobenhausen)

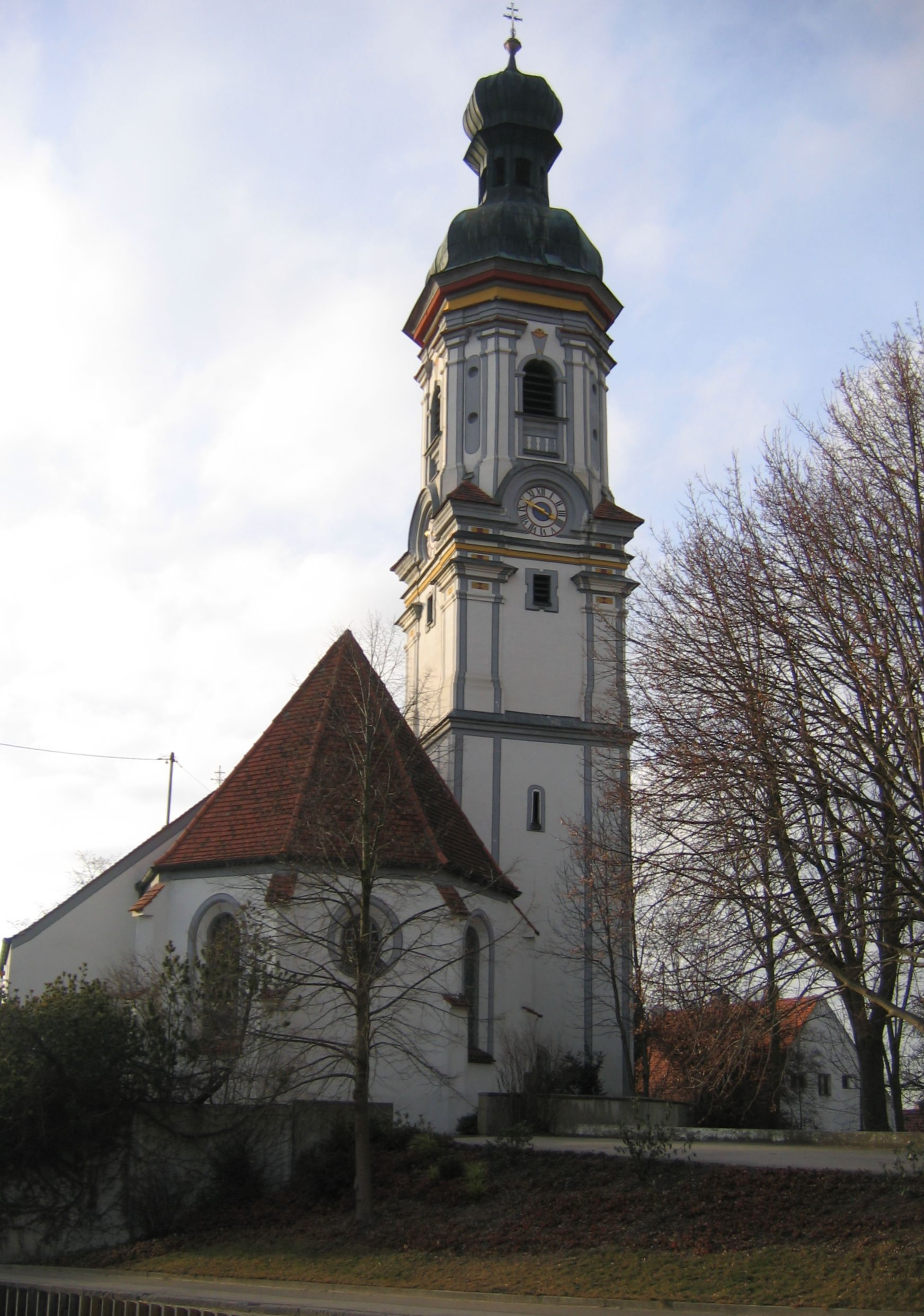
St. Quirin in Pobenhausen

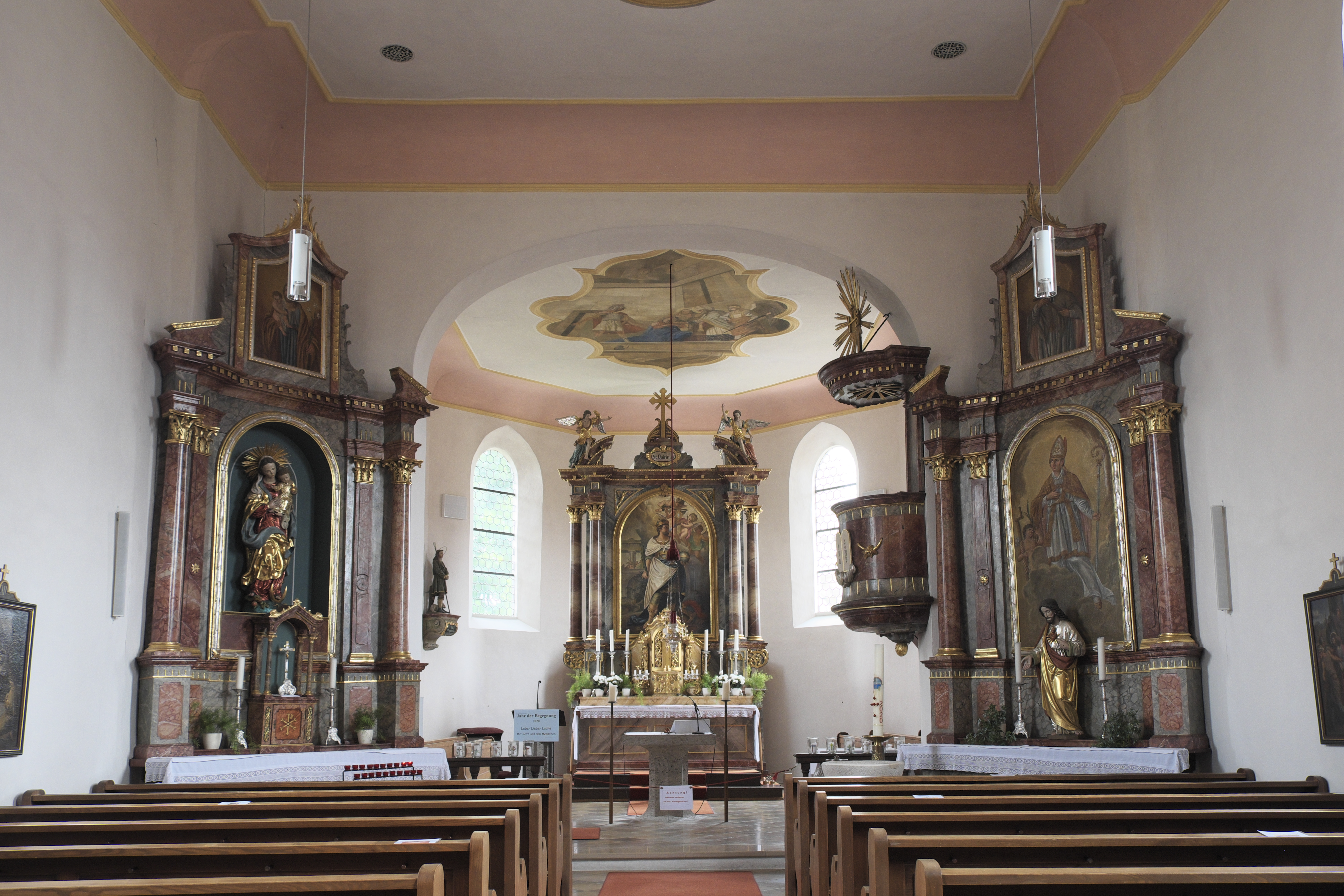
Altäre

Die römisch-katholische Pfarrkirche St. Quirin steht in Pobenhausen, einem Gemeindeteil von Karlskron im oberbayerischen Landkreis Neuburg-Schrobenhausen. Die Kirche steht unter Denkmalschutz und wird in der Liste der Baudenkmäler in Karlskron als Baudenkmal unter der Nr. D-1-85-140-20 geführt. Sie gehört zum Dekanat Pfaffenhofen im Bistum Augsburg.

## Beschreibung
Die im Kern gotische Saalkirche besteht aus dem 1748 barock erneuerten Langhaus und dem eingezogenen, dreiseitig geschlossenen, von Strebepfeilern gestützten Chor aus dem 15. Jahrhundert im Osten. Die Sakristei steht an der Südwand, der 42 Meter hohe Chorflankenturm auf quadratischem Grundriss an der Nordwand des Chors. Sein achteckiges Obergeschoss ist mit einer Welschen Haube bedeckt. Bis zum Juni 2008 hing in dem Turm ein Geläut aus Eisenhartgussglocken mit der Tonfolge des', f', as' und b, die im selben Jahr durch vier von der Glockengießerei Rudolf Perner in Passau gegossene Glocken ersetzt wurden, Tonfolge c', es', f' und as'.
Im Vorbau an der westlichen Fassade des Langhauses ist das Portal. 
Der Innenraum des Langhauses ist mit einer Flachdecke überspannt. Die Fresken wurden 1927 von Anton Niedermaier eingebracht. Auf dem Retabel des um 1680 gebauten Hochaltars ist der hl. Quirin dargestellt.